# Consell General de la Charanta Marítima

Logo del Consell General

Composició del Consell General de la Charanta Marítima

El Consell General de la Charanta Marítima és l'assemblea deliberant executiva del departament francès del Charente Marítim, a la regió de la Nova Aquitània.
La seu es troba a la Rochelle i des de 2008 el president és Dominique Bussereau (UMP).

## Presidents del consell
| Data d'elecció                           | Identitat           | Partit             | Qualitat |
| ---------------------------------------- | ------------------- | ------------------ | -------- |
| 1945-1973                                | André Dulin         | radical-socialista |          |
| 1973-1976                                | Lucien Grand        |                    |          |
| 1976-1982                                | Josy Moinet         | PRG                |          |
| 1982-1985                                | Philippe Marchand   | PS                 |          |
| 1985-1994                                | François Blaizot    | UDF                |          |
| 1994-2008                                | Claude Belot        | UMP                |          |
| 2008-                                    | Dominique Bussereau | UMP                |          |
| les dades anteriors no són pas conegudes |                     |                    |          |
|                                          |                     |                    |          |

## Composició
El març de 2011 el Consell General de la Charanta Marítima era constituït per 51 elegits pels 51 cantons de la Charanta Marítima.
| Partit                        | Sigles | Electes |
| ----------------------------- | ------ | ------- |
| Oposició (24 escons)          |        |         |
| Partit Socialista             | PS     | 15      |
| Divers Gauche                 | DVG    | 1       |
| Partit Radical d'Esquerra     | PRG    | 8       |
| Majoria (27 escons)           |        |         |
| Unió pel Moviment Popular     | UMP    | 16      |
| Divers Droite                 | DVD    | 9       |
| Nou Centre                    | NC     | 1       |
| Moviment Demòcrata            | MoDem  | 1       |
| President del Consell General |        |         |
| Dominique Bussereau (UMP)     |        |         |